# Hockey da tavolo

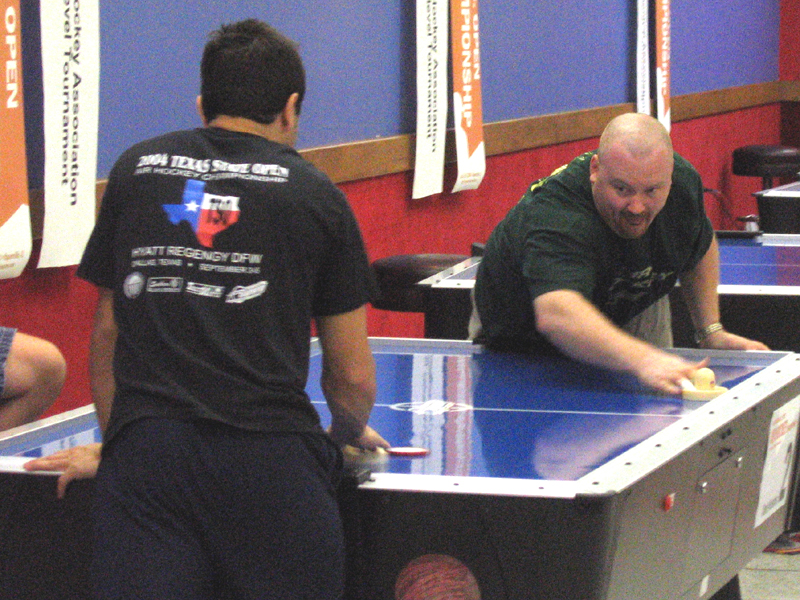
Danny Hynes ai campionati del mondo

L'hockey da tavolo  (chiamato anche col nome inglese air hockey) è uno sport in cui due giocatori hanno come obiettivo segnare dei gol nella porta dell'avversario.
Non va confuso col gioco, dal nome simile, dell'hockey su tavolo.

## Materiali e regole
Per giocare ad hockey da tavolo serve: un tavolo per hockey da tavolo, due piattini (uno per giocatore) e un disco.
La United States Air Hockey Association (USAA) è l'organizzazione che dal 1978 stabilisce le regole del gioco e i tipi di tavoli, piattini e dischi validi per le competizioni.

## Storia delle competizioni internazionali

### Campionati del Mondo
| Anno | Città             | Campione         | Finalista        | Terzo Posto      |
| ---- | ----------------- | ---------------- | ---------------- | ---------------- |
| 1978 | Houston, TX       | Jesse Douty      | Phil Arnold      | Rolf Moore       |
| 1979 | Houston, TX       | Jesse Douty      | Phil Arnold      | Joe Campbell     |
| 1980 | State College, PA | Jesse Douty      | Phil Arnold      | Joe Campbell     |
| 1980 | Houston, TX       | Jesse Douty      | Robert Hernandez | Mark Robbins     |
| 1981 | Chicago, IL       | Bob Dubuisson    | Paul Burger      | Jesse Douty      |
| 1981 | Boulder, CO       | Jesse Douty      | Bob Dubuisson    | Paul Marshall    |
| 1982 | Boulder, CO       | Jesse Douty      | Mark Robbins     | Bob Dubuisson    |
| 1983 | Houston, TX       | Jesse Douty      | Mark Robbins     | Bob Dubuisson    |
| 1983 | Boulder, CO       | Bob Dubuisson    | Jesse Douty      | Phil Arnold      |
| 1984 | Houston, TX       | Jesse Douty      | Phil Arnold      | Mark Robbins     |
| 1984 | Boulder, CO       | Mark Robbins     | Robert Hernandez | Bob Dubuisson    |
| 1985 | Houston, TX       | Bob Dubuisson    | Robert Hernandez | Vince Schappell  |
| 1985 | Boulder, CO       | Bob Dubuisson    | Robert Hernandez | Mark Robbins     |
| 1986 | Houston, TX       | Robert Hernandez | Bob Dubuisson    | Mark Robbins     |
| 1986 | Boulder, CO       | Mark Robbins     | Bob Dubuisson    | Robert Hernandez |
| 1987 | Houston, TX       | Robert Hernandez | Jesse Douty      | Phil Arnold      |
| 1987 | Boulder, CO       | Jesse Douty      | Mark Robbins     | Robert Hernandez |
| 1988 | Houston, TX       | Jesse Douty      | Bob Dubuisson    | Robert Hernandez |
| 1988 | Boulder, CO       | Jesse Douty      | Bob Dubuisson    | Joe Campbell     |
| 1989 | Houston, TX       | Tim Weissman     | Bob Dubuisson    | Jesse Douty      |
| 1989 | Houston, TX       | Tim Weissman     | Jesse Douty      | Robert Hernandez |
| 1990 | Loveland, CO      | Tim Weissman     | Jesse Douty      | Robert Hernandez |
| 1990 | Mountainview, CA  | Tim Weissman     | Phil Arnold      | Mark Robbins     |
| 1991 | San Jose, CA      | Tim Weissman     | Mark Robbins     | Robert Hernandez |
| 1991 | Houston, TX       | Tim Weissman     | Jesse Douty      | Albert Ortiz     |
| 1992 | Houston, TX       | Tim Weissman     | Robert Hernandez | Mark Robbins     |
| 1993 | Santa Clara, CA   | Tim Weissman     | Keith Fletcher   | Vince Schappell  |
| 1993 | Voorhees, NJ      | Tim Weissman     | Andy Yevish      | Keith Fletcher   |
| 1994 | Santa Clara, CA   | John Giraldo     | Mark Robbins     | Tim Weissman     |
| 1995 | Denver, CO        | Billy Stubbs     | Wil Upchurch     | Don James        |
| 1996 | Houston, TX       | Tim Weissman     | Wil Upchurch     | Andy Yevish      |
| 1997 | Houston, TX       | Wil Upchurch     | Tim Weissman     | Jesse Douty      |
| 1998 | Santa Cruz, CA    | José Mora        | Pedro Otero      | Tim Weissman     |
| 1999 | Arlington, TX     | José Mora        | Pedro Otero      | Jimmy Heilander  |
| 2000 | Las Vegas, NV     | José Mora        | Pedro Otero      | Tim Weissman     |
| 2001 | Houston, TX       | Danny Hynes      | Tim Weissman     | José Mora        |
| 2002 | Littleton, CO     | Danny Hynes      | Ehab Shoukry     | Billy Stubbs     |
| 2003 | Las Vegas, NV     | Ehab Shoukry     | José Mora        | Andy Yevish      |
| 2004 | Las Vegas, NV     | Danny Hynes      | Andy Yevish      | Anthony Marino   |
| 2004 | Naperville, IL    | Danny Hynes      | Ehab Shoukry     | Don James        |
| 2005 | Las Vegas, NV     | Danny Hynes      | Billy Stubbs     | Anthony Marino   |
| 2006 | Las Vegas, NV     | Danny Hynes      | Wil Upchurch     | Davis Lee Huynh  |
| 2007 | Las Vegas, NV     | Davis Lee Huynh  | Keith Fletcher   | Ehab Shoukry     |
| 2008 | Las Vegas, NV     | Danny Hynes      | Ehab Shoukry     | José Mora        |

1. 1 2 3 4  giocato come "US Championships"

### Campionati d'Europa
| Anno              | Città             | Campione          | Finalista        | Terzo Posto       |
| ----------------- | ----------------- | ----------------- | ---------------- | ----------------- |
| 2006 (Indiv.)     | Sabadell (Spagna) | Goran Mitic       | Michael L. Rosen | José Luis Camacho |
| 2007 (Indiv.)     | Sabadell (Spagna) | José Luis Camacho | Sergey Antonov   | Sergio López      |
| 2006 (Squadre)    | Sabadell (Spagna) | Spagna            | Repubblica Ceca  |                   |
| 2007 (Squadre)    | Sabadell (Spagna) | Russia            | Spagna           |                   |
| 2008 (Ind. e Sq.) | Most (Rep. Ceca)  | Annullato         |                  |                   |